# SIGO

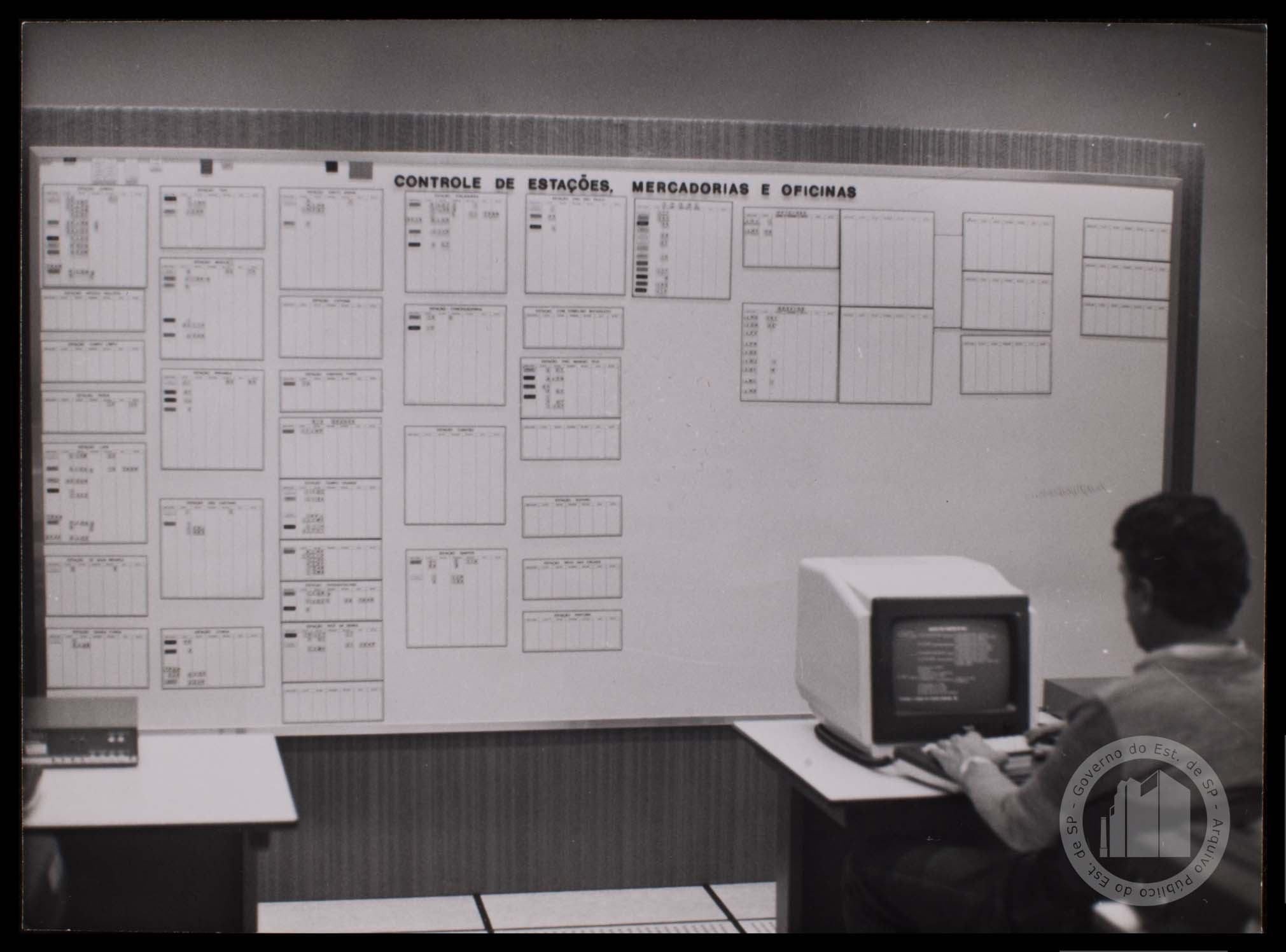
Início da implantação do Sistema SIGO na Rede Ferroviária Federal S/A (RFFSA), 1983.
Arquivo Público do Estado de São Paulo.

O Sistema Integrado de Gestão Operacional (SIGO) é uma ferramenta implantada em 1983 para, além de padronizar as numerações dos veículos ferroviários no Brasil, unificar e formatar todas as informações e dados referentes às operações ferroviárias da Rede Ferroviária Federal S/A (RFFSA). Atualmente foi adotado pela Associação Brasileira de Normas Técnicas (ABNT) e passou a ser o padrão vigente até os dias atuais de codificação de veículos ferroviários do Brasil.

## O Sistema
Antes do sistema, cada regional tinha seus dados organizados de forma própria, o que dificultava a gestão da empresa. 
Após a implantação, entre outras funcionalidades, organizou-se numerações e registros de materiais rodantes, via permanente, faturamento, administração e contabilidade.
Abaixo temos uma síntese acerca da organização do material rodante conforme o padrão SIGO:
O sistema funciona com seis números, um dígito para confirmar os números anteriores e uma letra, esta para informar a regional a que pertence o bem.
Nas locomotivas, os dois primeiros números ficam ocultos, sendo usados somente em documentos. Ex: 903627-0F, o 90 representa: Locomotiva pertencente originariamente a RFFSA*, 3627: Nº da locomotiva, -0 é o digito que confere os 6 números anteriores, e a letra F é onde o veículo é alocado, no caso a SR-3, Juiz de Fora-MG.
- -A numeração 90 é pra designar tudo que entra na frota RFFSA. As locomotivas MRS compradas ou arrendadas da RFFSA utilizam o número 90. As unidades novas da MRS são utilizadas para substituir as unidades da RFFSA baixadas e sucateadas. Tudo que é RFFSA ou entra na numeração RFFSA recebe o dígito no 90, se você consultar o sistema da MRS verá isso claramente. Tudo que entra no sistema da FEPASA e de outras ferrovias utiliza o número 91, que é o caso das SD70 da VL! e tudo mais.

As numerações na RFFSA eram distribuídas assim a partir de 1984:
| Número (90) | Tipo de Locomotiva               |
| ----------- | -------------------------------- |
| 0001-0100   | Vapor de bitola 0,76 m           |
| 0101-0400   | Vapor de bitola 1,00 m           |
| 0401-0500   | Vapor de bitola 1,60 m           |
| 0501-0750   | Diesel diversos de bitola 1,00 m |
| 0751-1000   | Diesel diversos de bitola 1,60 m |
| 2001-3000   | Diesel GE de bitola 1,00 m       |
| 3001-4000   | Diesel GE de bitola 1,60 m       |
| 4001-5000   | Diesel EMD de bitola 1,00 m      |
| 5001-6000   | Diesel EMD de bitola 1,60 m      |
| 6001-7000   | Diesel ALCO de bitola 1,00 m     |
| 7001-8000   | Diesel ALCO de bitola 1,60 m     |
| 8001-9000   | Elétrica de bitola 1,00 m        |
| 9001-9999   | Elétrica de bitola 1,60 m        |

O sistema funciona tão bem que até mesmo representantes da Association of American Railroads (AAR) estiveram no Brasil para estudar, entender e checar a viabilidade de aplicação do sistema brasileiro nos Estados Unidos, o que não ocorreu em função da grande quantidade de material rodante existente por lá e já comprometido com o sistema de identificação existente.

## O Sistema SIGO nas regionais RFFSA
As letras eram designadas para cada uma das regionais, a fim de identificar o material rodante.
| Letra | Empresa   | Regional                                                 | Superintendencia Regional |
| ----- | --------- | -------------------------------------------------------- | ------------------------- |
| A     | RFFSA     | Superintendência Regional São Luiz                       | SR-12                     |
| B     | RFFSA     | Superintendência Regional Fortaleza                      | SR-11                     |
| C     | RFFSA     | Superintendência Regional Recife                         | SR-1                      |
| D     | RFFSA     | Superintendência Regional Salvador                       | SR-7                      |
| E     | RFFSA     | Superintendência Regional Belo Horizonte                 | SR-2                      |
| F     | RFFSA     | Superintendência Regional Juiz de Fora                   | SR-3                      |
| G     | RFFSA     | Superintendência Regional Campos                         | SR-8                      |
| H     | CBTU      | Superintendência de Trens Urbanos RJ                     | STU-RJ                    |
| I     | RFFSA     | Superintendência Regional São Paulo                      | SR-4                      |
| J     | RFFSA     | Superintendência Regional Bauru                          | SR-10                     |
| K     | CBTU      | Metropolitano do Recife                                  | Metrorec                  |
| L     | RFFSA     | Superintendência Regional Curitiba                       | SR-5                      |
| M     | RFFSA     | Superintendência Regional Tubarão                        | SR-9                      |
| N     | RFFSA     | Superintendência Regional Porto Alegre                   | SR-6                      |
| O     | CBTU      | Superintendência de Trens Urbanos SP                     | STU-SP                    |
| P     | RFFSA     | Superintendência de Patrimônio - Preservação             | Preserfe                  |
| Q     | CBTU      | Belo Horizonte                                           | Demetrô                   |
| R     | FA        | Ferrocarriles Argentinos - Argentina                     |                           |
| S     | CBTU      | Porto Alegre                                             | Trensurb                  |
| T     | Reservado | Não alocado                                              |                           |
| U     | AFE       | Administracion de los Ferrocarriles del Estado – Uruguai |                           |
| V     | CVRD      | EF Vitória a Minas                                       | EFVM                      |
| W     | CBTU      | Superintendência de Trens Urbanos Fortaleza              |                           |
| X     | ENFE      | Empresa Nacional de Ferrocarriles – Bolívia              |                           |
| Y     | CBTU      | Superintendência de Trens Urbanos Recife                 | Bitola métrica            |
| Z     | Fepasa    | Ferrovia Paulista S/A                                    |                           |

## O Sistema SIGO para identificação de vagões no Brasil
A maioria dos vagões ferroviários do Brasil também são identificados pelo SIGO. Exemplo:
FHD 636744-5
F: Vagão tipo fechado
H: Dotado de escotilhas e tremonhas
D: 80.000 kg de PBM na bitola 1,00m
Proprietário original: RFFSA (numeração iniciando com o número 6)